# Laura Andrés Castells
Laura Andrés Castells (Les Termes, Sabadell) és una pianista, compositora i professora de música catalana.
Es va fer coneguda pel gran públic com a professora d'Operación Triunfo. Ha treballat amb companyies de teatre com La Cubana o Dagoll Dagom. També ha treballat amb Shakira, Salva Racero i Beth abans de publicar els seus primers discs. A més del seu projecte, Laura Andrés realitza gires a escala internacional tocant tributs d'altres autors a Candlelight Sessions d'autors com Yann Tiersen, Ludovico Einaudi o Coldplay, amb arranjaments fets per ella mateixa.

## Formació
Va estudiar en el Conservatori Superior de música de Barcelona, va cursar el Posgrau en piano i música de cambra a París i és diplomada superior per l'Institut Jacques-Dalcroze i Master of Arts en pedagogia Dalcroze HES-SO per l'Haute École de Musique de Ginebra.

## Discografia
- #blanc (2021),[3] Premi Enderrock 2022 al millor disc de música clàssica i contemporània.[1]
- Kintsugi (2022)[1]
- Venus (2023)

Amb Beth
- Natural Women (2022)[8]

Publicacions de diversos artistes
- Disc de la Marató 2022 (tema 13 Lluitar (versió de Try) amb el trio DoneSStrings i el quartet de corda Billows)

## Reconeixements
- Premi Enderrock 2022 al millor disc de música clàssica i contemporània per #blanc[1]
- Finalista del Premi Sabadellenc de l'Any 2022[9]